# دساس عربي
الدساس العربي (باللاتينية: Eryx jayakari) نوع من الأفاعي يتبع جنس الدساس. يعيش في الجزيرة العربية وصولاً إلى الأحواز. لونها الأساسي أصفر يتدرج إلى البرتقالي تكون عليه بقع بنية شكلها غير منتظم تتوزع على جميع الجسم بشكل بقع بنية، أما بطنها فهو أبيض. جسمها عريض وقوي وذيلها قصير وليس لها رقبة محددة ووجها ممسوح يساعدها في الانزلاق تحت الرمال.